# VTOL

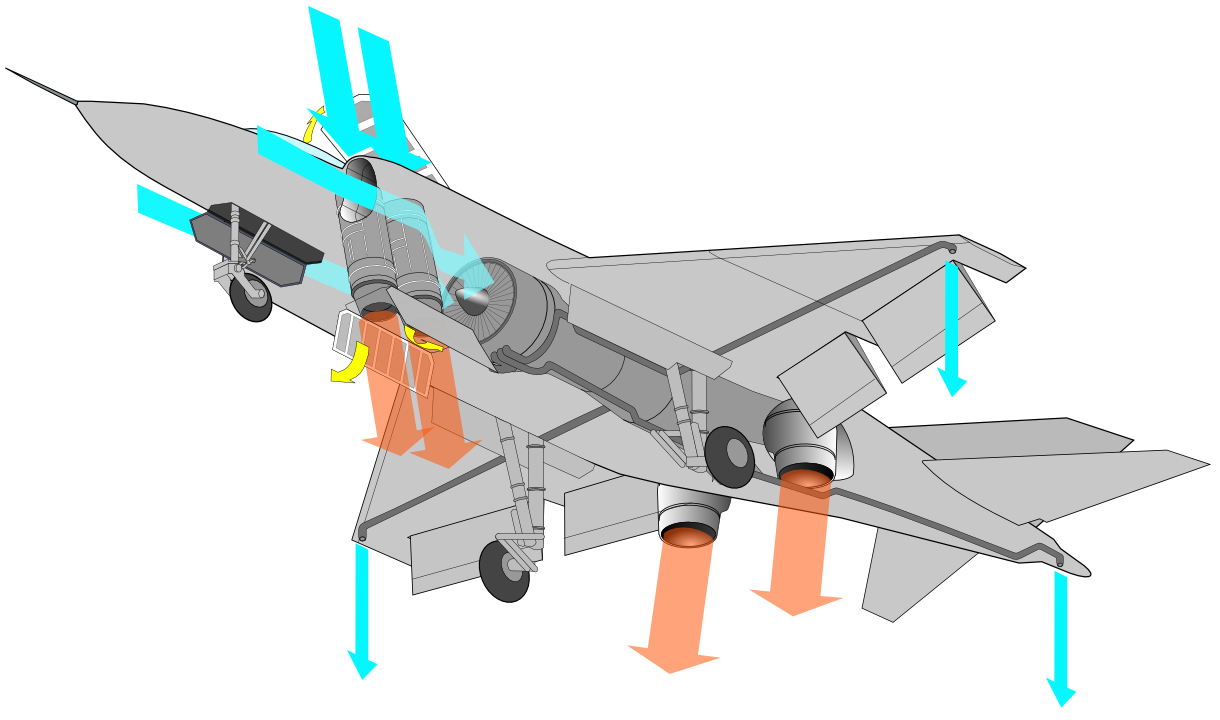
Schemat radzieckiego pionowzlotu Jak-38

VTOL (ang. vertical take-off and landing), pionowzlot – zdolność samolotu do pionowego startu i pionowego lądowania.
Oznaczenie to odnosi się do bardzo niewielu typów samolotów. Statki powietrzne takie jak śmigłowce, autożyra, balony nie należą do tej kategorii.
Część samolotów VTOL może także startować i lądować w sposób konwencjonalny (CTOL) lub skrócony (STOL), dlatego też w rzeczywistości należą one do klasy V/STOL. Oznaczenia te czasami stosowane są w praktyce w sposób zamienny, gdyż jedyne praktycznie eksploatowane samoloty o możliwości pionowego startu i lądowania są w rzeczywistości maszynami V/STOL. Inne z kolei działają wyłącznie w trybie VTOL ze względu na brak podwozia umożliwiającego ruch poziomy.
W 1928 roku Nikola Tesla opatentował aparat latający, który nazwał „Flivver”. Był to jeden z pierwszych samolotów typu VTOL. Na przełomie lat 50. i 60. XX wieku projektowano liczne prototypy samolotów myśliwskich posiadających cechy samolotów VTOL. Była to reakcja na groźbę zniszczenia wszystkich lotnisk podczas ewentualnego pierwszego ataku, przez bombowce uzbrojone w broń jądrową, która mogła pozostawić kraj bez ochrony własnych myśliwców przed kolejnymi nalotami. Rozwiązaniem miały być samoloty myśliwskie typu VTOL, które byłyby zdolne startować z każdego miejsca, nie będąc wrażliwymi na zniszczenia lotnisk.
W rzeczywistości koszty zbudowania samolotu o własnościach VTOL okazały się olbrzymie. Wiąże się to z zagadnieniami takimi jak:
- zapewnienie właściwej stateczności i sterowności w fazie pionowego startu i lądowania oraz w fazach przejściowych – co komplikuje układy sterowania samolotem VTOL
- konieczna jest duża moc zespołu napędowego niezbędna do pionowego startu (co podnosi też masę samolotu)
- bardzo duże zużycie paliwa

Poza tym okazało się, że jedyną korzyścią byłaby łatwość przerzucania samolotów, natomiast zapewnienie im zaopatrzenia w paliwo i uzbrojenie już nie było tak proste. W połowie lat 60. XX wieku zainteresowanie samolotami VTOL spadło, prawdopodobnie ze względu na wprowadzenie międzykontynentalnych pocisków rakietowych wyposażonych w głowice jądrowe.

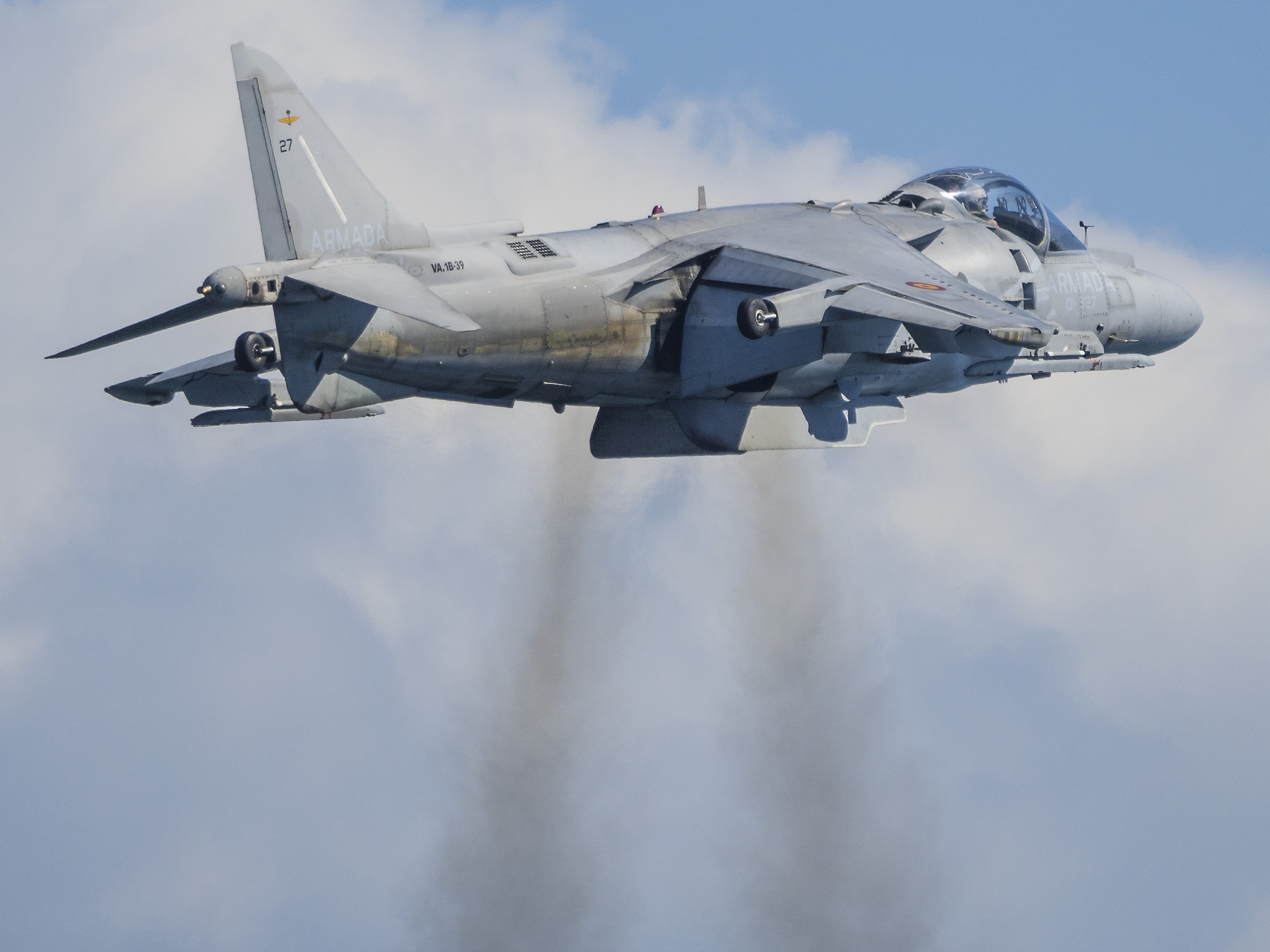
Hiszpański EAV-8B Harrier II+ w zawisie. Widoczne strugi gazów wylotowych skierowane pionowo w dół.

Obecnie w praktycznym użyciu są tylko dwa typy samolotów typu VTOL (w rzeczywistości, V/STOL):
- zmiennowirnikowce(inne języki), jak np. Bell-Boeing V-22 Osprey czy cywilny Leonardo AW609,
- samoloty używające ciągu wektorowanego, jak np. brytyjski BAe Harrier oraz jego amerykańska wersja Boeing AV-8B Harrier II, a także Lockheed Martin F-35B.

Pierwsze prototypy statków powietrznych typu VTOL były nazywane latającą platformą.
Współczesne myśliwce Harrier bardzo często startują w konfiguracji STOVL, który umożliwia zwiększenie udźwigu paliwa i uzbrojenia. Indie i marynarka hiszpańska używają morskiej odmiany tego myśliwca o nazwie Sea Harrier, głównie z lotniskowców, a amerykańska piechota morska zbudowanych na licencji myśliwców Harrier. 
NASA testowała własny eksperymentalny statek powietrzny VTOL Bell XV-15, tak samo jak marynarka radziecka i Luftwaffe. Firma Sikorsky prowadziła prace nad maszyną o nazwie X-Wing, podobną do śmigłowca i startującą tak jak śmigłowiec. Wirnik główny zatrzymywał się w momencie przejścia do lotu poziomego i działał jak normalne skrzydło wspomagając siłę nośną skrzydeł stałych. Inny prototyp, Boeing X-50 zbudowany był w układzie CRW (Canard Rotor/Wing), czyli w układzie kaczki z wirnikiem zatrzymującym się i generującym siłę nośna tak jak w samolocie X-Wing.
Związek Radziecki posiadał na uzbrojeniu marynarki samolot V/STOL Jak-38, działający z pokładów małych lotniskowców, statków handlowych i innych dużych jednostek pływających, będący wersją rozwojową eksperymentalnej maszyny Jak-36. Przed upadkiem Związku Radzieckiego zaprojektowano jeszcze tylko jeden samolot naddźwiękowy typu V/STOL, następcę Jaka-38, Jak-141, który jednak nigdy nie wszedł do produkcji.
Kolejnym projektem jest Moller Skycar prototyp małego samolotu VTOL, dosłownie „latającego samochodu”.
Statki powietrzne projektowane do poruszania się w środowiskach innych planet również wykorzystują własności VTOL. Przykładem są badawcze lądowniki księżycowe LLRV. Statki kosmiczne operują w próżni, zatem nie istnieje możliwość wykorzystania siły nośnej skrzydeł; w tej sytuacji nie ma racji bytu pas startowy lub inna odpowiednia płaska powierzchnia umożliwiająca klasyczny start, stąd konieczność wykorzystania własności VTOL.